# Madang Harbour
Madang Harbour (in der deutschen Kolonialzeit Friedrich Wilhelmshafen genannt) ist eine kleine Bucht an der Küste der Provinz Madang von Papua-Neuguinea. Sie ist damit Teil der Bismarcksee.

## Allgemeines
Die Bucht liegt an der westlichen Küste der Provinz und bildet den natürlichen Hafen der Provinzhauptstadt Madang, die auf der Halbinsel Schering Peninsula (in der deutschen Kolonialzeit Schering Halbinsel genannt) liegt, die die Hafeneinfahrt vom Festland Papuas trennt. Madang Harbour ist nur wenige hundert Meter breit, reicht aber einige Kilometer tief ins Land hinein. Die Einfahrt wird durch Kranket Island blockiert, die für die Zufahrt zum Hafen südlich durch die Dallman Passage oder nördlich durch den Tab Anchorage umgangen werden muss. Der Hafen umfasst viele kleine Inseln und Riffe, neben Kranket weiterhin die Inseln Beliau und weiter nördlich Siar Island. Südlich schließt sich der Binnen Harbour, eine weitere engere und flachere Bucht an den Madang Harbour an. Die Bebauung der Provinzhauptstadt Madang umschließt die Bucht fast vollständig. An ihrer Westküste liegt der Flughafen der Stadt (IATA: SBV, ICAO: AYMD).

## Geschichte
Die Bucht war bereits zur deutschen Kolonialzeit als guter Ankerplatz bekannt und trug zu dieser Zeit den Namen Friedrich-Wilhelmshafen, den man auch auf die entstehende Siedlung (heute: Madang) übertrug. Der Hafen lag zu dieser Zeit in einem der von Plantagenwirtschaft geprägten Hauptsiedlungsgebiete der Kolonie und bildete ein erstes Zentrum der Besiedlung. Weiter nördlich lag Alexishafen.
Zu Beginn des Ersten Weltkriegs konnte der deutsche Hilfskreuzer Cormoran den Hafen von Madang verlassen, bevor die alliierte Streitkräfte Hafen und Stadt besetzten, was am 24. September 1914 durch die Australian Naval and Military Expeditionary Force geschah. Durch die deutschen Kolonialbehörden gab es keinerlei Widerstand. In der Folge lief die Matunga als erstes Handelsschiff im Oktober 1914 in die Bucht von Madang ein.
Auch nach Ende der deutschen Herrschaft und der Übernahme als Treuhandgebiet von Australien blieb die Bucht bekannt und wurde etwa von 1929 bis 1934 regelmäßig von Dampfern des Norddeutschen Lloyd, so etwa von der Bremerhaven, angelaufen.

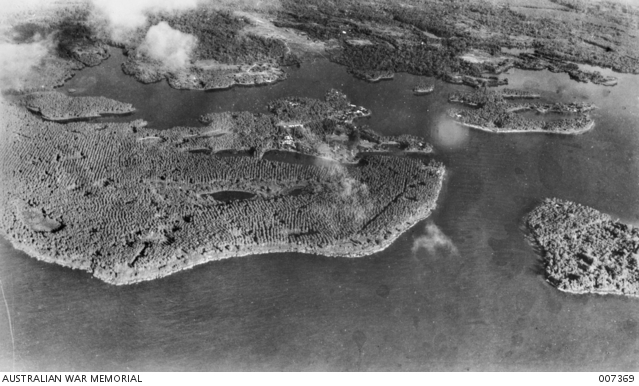
Madang Hafen. Luftaufnahme des Stadtgebiets (Mitte) und des Hafens. Mai 1941.

Während des Zweiten Weltkriegs besetzte die japanische Armee Papua und erreichte die Gegend um Madang kampflos im Januar 1943. Vorher hatte es bereits am 21. Januar 1942 einen japanischen Luftangriff auf den Hafen, den Flugplatz und die Sendestation gegeben. Der Hafen wurde von Januar 1943 bis April 1944 von den Japanern genutzt und war in dieser Zeit mehrfach Ziel alliierter Luftangriffe, bei denen mehrere Transporter und Schiffe versenkt wurden. Im April 1944 wurde die Gegend von australischen Truppen nach heftigen Kämpfen zurückerobert. Anschließend übernahm Australien die Gegend erneut unter Mandatsverwaltung. 1975 wurde sie Teil des unabhängigen Staates Papua-Neuguinea.